# Sérvio Cornélio Cetego
Sérvio Cornélio Cetego (em latim: Servius Cornelius Cethegus) foi um senador romano da gente Cornélia eleito cônsul em 24 com Lúcio Visélio Varrão.
Em algum momento entre 34 e 35 ou 36 e 37 ou 37 e 38 foi procônsul da África.